# Dawn Fraser
Dawn Lorraine Fraser, AO, MBE, avstralska plavalka, * 4. september 1937, Balmain, Sydney, Novi Južni Wales.